# Fantasy Island (Lincolnshire)
Koordinaten: 53° 11′ 32″ N, 0° 20′ 55″ O
Fantasy Island ist ein Freizeitpark in Ingoldmells (Lincolnshire, England,  Vereinigtes Königreich), der 1995 eröffnet wurde. Betreiber des Parks ist Mellors Group Events.

## Achterbahnen
| Name                                        | Typ                                                                   | Hersteller                    | Eröffnungsjahr      | Bemerkungen | Weblinks |
| ------------------------------------------- | --------------------------------------------------------------------- | ----------------------------- | ------------------- | --- | -------- |
| Family Roller Coaster                       | Familienachterbahn, Big Apple                                         | Güven Amusement Rides Factory | 2021                | Eigentümer der Bahn ist die Mellors Group. |          |
| Jellikins Coaster                           | Kinderachterbahn                                                      | WGH Transportation            | 1996                | 1996 als Junior Rhombus Rocket eröffnet und fuhr bis 1999 als Kiddy Fun Coaster. |          |
| Millennium                                  | Stahlachterbahn mit Inversionen                                       | Vekoma                        | 1999                | Vorheriger Name war Millennium Roller Coaster. |          |
| Odyssey                                     | Inverted Coaster                                                      | Vekoma                        | 2002                | Vorheriger Name war Jubilee Odyssey. Zwischen 2002 und 2003 wurden Teile der Bahn tiefergelegt, damit der Zug die Strecke schaffen kann. Zu den Elementen, die tiefergelegt wurden, gehören der Sidewinder, der Hammerhead und die große Kurve. |          |
| Rhombus Rocket                              | Familienachterbahn, Powered Coaster                                   | WGH Transportation            | 1995                | |          |
| unbekannter Name Ice Mountain Fantasy Mouse | Wilde Maus, Spinning Coaster, Dunkelachterbahn (nur bei Ice Mountain) | Reverchon                     | 2023 2018 2016 2000 | 2020 2016 2015 |          |

### Ehemalige Achterbahnen
| Name                      | Typ                           | Hersteller   | Eröffnungsjahr | Schließungsjahr | Weblinks |
| ------------------------- | ----------------------------- | ------------ | -------------- | --------------- | -------- |
| Fantasy Mouse             | Wilde Maus, Spinning Coaster  | Reverchon    | 2017           | 2017            |          |
| Spinning Racer            | Spinning Coaster              | Maurer Rides | 2021           | 2021            |          |
| Strawberry Junior Coaster | Familienachterbahn, Big Apple | unbekannt    | 2003           | 2003            |          |